# Sinaloa
Sinaloa é um dos 31 estados do México, localizado no oeste do país. Suas principais fontes de renda são a agricultura e a pesca. Está dividido em 18 municípios. Foi fundado em 14 de outubro de 1830
Está localizado a noroeste do país, na costa do Golfo da Califórnia, limitado a norte por Sonora, a leste por Chihuahua e Durango (separado deles pela Sierra Madre Ocidental) e ao sul de Nayarit. Sua capital é Culiacán com importância agrícola e industrial, com aproximadamente 793.730 habitantes. A seguir em importância e tamanho Mazatlán importante destino turístico e porto de pesca, com cerca de 403.888 habitantes, e Los Mochis, centro agrícola, pesca, turismo e indústria, com aproximadamente 388.344 habitantes.
Sinaloa é um estado agrícola do México, além disso, tem uma das maiores frotas de pesca no país. Culturalmente, é conhecida por sua música tradicional, a banda ou Tambora, o hulama, versão regional de jogo de bola pré-hispânico, ainda é praticado no estado.
Sinaloa está localizado em uma região fértil, naturalmente, tem 11 rios e 11 reservatórios. Tem 656 quilômetros de costa que pertencem principalmente ao Golfo da Califórnia e do resto do Oceano Pacífico. Além de ter 12 baias e 15 córregos. Sinaloa é dividida em 18 municípios (ver lista de norte a sul): Choix, El Fuerte, Ahome, Guasave, Sinaloa, Mocorito, Angostura, Salvador Alvarado, Badiraguato, Culiacán, Navolato, Cosalá, Elota, San Ignacio, Mazatlan, Concordia, Rosario e Escuinapa.